# Albert Kutal
Albert Kutal (9. ledna 1904, Hranice – 27. prosince 1976, Brno) byl český historik umění a vysokoškolský pedagog.

## Život
Albert Kutal absolvoval 1. české státní gymnázium v Brně (1923) a v letech 1923–1928 studoval dějiny umění a klasickou archeologii na Masarykově univerzitě v Brně (prof. Eugen Dostál).
V letech 1926–28 a po vojenské službě znovu v letech 1931–1945 pracoval v obrazárně Zemského muzea v Brně, do roku 1942 jako přednosta. Ve 40. letech přednášel na Škole umění ve Zlíně. V závěru války byl totálně nasazen, ale později s pomocí svých kolegů a restaurátorky Hedviky Böhmové, která byla za války jako osoba německé národnosti požádána, aby převzala řízení muzea, postupně ukryl a zachránil nejcennější obrazy ze sbírek v Brně, Kroměříži a Vizovicích. V letech 1945–1948 byl zemským muzejním radou a správcem galerie při Zemském muzeu v Brně.
Roku 1929 obhájil doktorát z filosofie na Masarykově univerzitě v Brně a roku 1937 se habilitoval. Od roku 1939 působil jako soukromý docent, 1945–1951 převzal řízení Semináře dějin umění na Filozofické fakultě MU Brno po prof. Eugenu Dostálovi. Roku 1948 byl jmenován profesorem dějin umění na Masarykově univerzitě a v letech 1950–1961 vedl Katedru dějin umění. Roku 1963 získal titul DrSc. Jako profesor Semináře dějin umění působil na FF MU do roku 1971. Přednášel dějiny umění také na univerzitách v Rakousku (Vídeň, Graz), Belgii (Louvain, Brusel), Bonnu a Paříži. Albert Kutal je spolu s Václavem Richterem považován za tvůrce tzv. Brněnské školy dějin umění.
Byl teoretikem Skupiny výtvarných umělců v Brně, kde k jeho přátelům patřili malíři Antonín Procházka a Jaroslav Král. Svými výtvarnými kritikami přispíval do časopisu Index. V tomto časopise také publikoval články, které se zabývaly širší koncepcí galerie jako výstavního prostoru i odborného pracoviště.
Zemřel 27. prosince 1976 v Brně a je pohřben v rodinném hrobě na Ústředním hřbitově v Brně (skupina 30, řada 1, hrob 44).

### Ocenění
- ?? Goethova cena[5]
- 1976 Herderova cena

## Dílo
Jako pracovník a později i přednosta obrazárny Zemského muzea se Kutal zasloužil o významné rozšíření jejího fondu moderního umění. V roce 1961 byla obrazárna muzea vyčleněna a sloučením s Uměleckoprůmyslovým muzeem dala vznik Moravské galerii v Brně.
Odborný zájem Alberta Kutala se soustředil nejprve na plastickou výzdobu románsko-gotického kláštera v Předklášteří. Jeho zásluhou byla připravena výstava, která představila gotické umění Moravy a Slezska (1935–36).
V následujících letech publikoval řadu odborných článků o významných gotických sochařských dílech na Moravě a objevil a popsal gotickou deskovou malbu s výjevem Ukřižování Krista z dílny tzv. Mistra Rajhradské Archy. Obraz známý pod názvem Novosadské Ukřižování zakoupila roku 1935 Národní galerie v Praze.
Jako autor přispěl Kutal kapitolou o sochařství do souborné publikace České umění gotické (1949). V 50. letech se zabýval podrobně gotickými madonami (Mistr Krumlovské madony, Mistr Toruňské madony), rekonstruoval jejich vývojovou řadu a shromáždil doklady pro domácí původ tzv. krásného slohu. Jeho práce vycházejí metodicky z principů starší Vídeňské školy dějin umění a představují důležitý přínos k zařazení českého gotického umění do širšího evropského kontextu dějin umění. Výsledky mnohaleté Kutalovy vědecké práce jsou shrnuty v souborné publikaci České gotické sochařství 1350–1450.
Navazující studie Alberta Kutala se týkaly gotických tzv. horizontálních piet, ke kterým shromáždil srovnávací materiál z alpských zemí. a své poznatky shrnul v článku z roku 1972.
V polovině 50. let Kutal publikoval také několik prací o pozdně gotickém sochařství, kde se podrobně věnoval Mistru Žebráckého Oplakávání, Antonínu Pilgramovi a Monogramistovi IP.
Jako teoretik Skupiny výtvarných umělců v Brně a výtvarný kritik se Kutal zabýval kubistickým obdobím členů Osmy, kubismem v raném díle Antonína Procházky a sociálním obdobím 20. let v díle Jaroslava Krále. Byl autorem textů ke katalogům výstav Karla Jílka, Eduarda Miléna a Františka Kalába. Nestihl dokončit připravovanou monografii Jana Štursy.